# Jardin botanique d'Eala

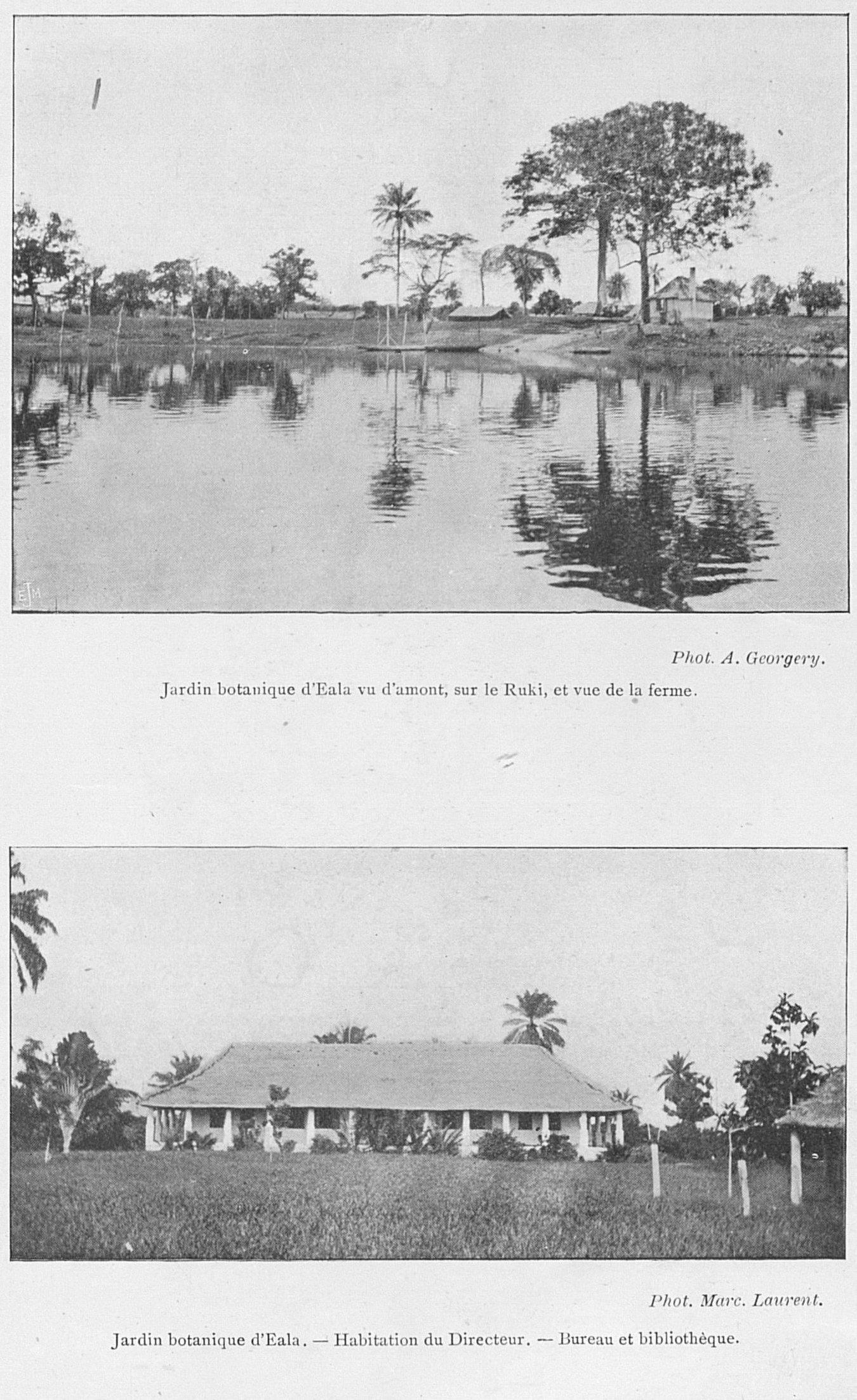
Le jardin botanique d'Eala vers 1903-1904

Le Jardin botanique d'Eala est un jardin botanique situé à l'est de Mbandaka sur la rive gauche de la Ruki en République démocratique du Congo. Créé en 1900 dans l'État indépendant du Congo, il fait l'objet d'une réhabilitation entamée en 2007 avec le soutien financier de la Banque mondiale.

## Introduction
Le Jardin botanique d’Eala est un des sept jardins zoologiques et botaniques nationaux de la République Démocratique du Congo. Le jardin s’étend sur une superficie de 371 ha, à quelques kilomètres au nord-est de la ville de Mbandaka (province de l’Équateur). Il est délimité au nord par la rivière Ruki, au sud par la route de Mbandaka vers Bamanya, à l’ouest par le village Bokilimba et à l’est par le village de Boyeka.
Situé à seulement quelques kilomètres au nord de l’équateur, le Jardin botanique d’Eala subit l’influence du climat équatorial – chaud et humide – avec une température moyenne de 25 °C par an et un taux de pluviosité de 177 mm. Le sol est sablo-argileux.
L’étendue de 371 ha de jardin est constituée de deux parties contiguës. D’une part, la partie sud de 189 ha 14 a,  est une réserve forestière entièrement sauvage et le vestige de la forêt primaire qui couvrait jadis la région de Mbandaka. D’autre part, la partie nord est aménagée et englobe les collections botaniques, agronomiques et horticoles. En plus, le domaine du jardin comprend 50 ha de marais inondés, 50 ha périodiquement inondés, et 7 ha de savane herbeuse à hyparrhenia.
Ayant été jadis un des jardins botaniques les plus importants et renommés de l’Afrique sub-saharienne, le Jardin botanique d’Eala a fait l’objet d’un programme de réaménagement depuis 2009 avec l’appui financier de l’Union européenne et le soutien du Jardin botanique National de Belgique. 

## Création et historique
Le jardin botanique d’Eala fut créé en 1900, à l’époque de la colonisation belge du Congo (État indépendant du Congo, 1885-1908, puis Congo belge, 1908-1960).

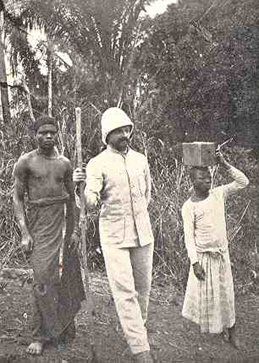
Emile Laurent (1861-1904) au centre de la photo.

Le botaniste belge Emile Laurent (1861-1904), professeur à l’Institut Agricole de l’État à Gembloux, entreprit deux voyages au Congo en 1893 et 1895 pour y étudier les conditions naturelles et botaniques. Après son retour en Belgique, il réussit à convaincre le gouvernement de l’État Indépendant du Congo de créer des jardins botaniques ou d’essais au cœur de l’Afrique pour encourager le développement agricole du Congo. La création du Jardin botanique d’Eala fut décidée par Arrêté royal du Roi Souverain Léopold II en date du 3 février 1900 : « Le jardin botanique [d’Eala] est destiné à réunir une collection des spécimens de la flore indigène et de végétaux exotiques tropicaux utiles. (…) Le jardin d’essais est consacré à la culture expérimentale des plantes de rapport susceptibles d’être produites dans de grandes proportions ».
La mission chargée d’installer le jardin d’Eala s’embarqua à Anvers pour le Congo le 16 septembre 1900. Elle fut composée d’Marcel Laurent, de P. Huyghe, jardinier, et de Léon Pynaert, horticulteur formé dans divers jardins botaniques réputés (parmi lesquels Kew Gardens en Angleterre et Buitenzorg, actuellement Bongor, aux Indes Néerlandaises). Ils avaient amené avec eux 48 caisses de plantes et de graines d’origine tropicale. À leur arrivée à Eala, 300 travailleurs congolais furent mis à leur disposition par le commissaire de district de Coquilhatville (Mbandaka) pour exécuter le dur travail de défrichement des terrains.
Selon la tradition locale, le jardin d’Eala doit son nom à un sergent de la Force Publique, fils d’un chef de village local, qui était connu pour son dynamisme et courage, et qui supervisait les travaux des Congolais pour créer le jardin.

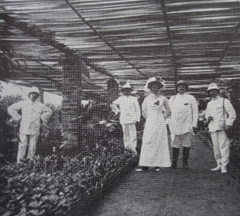
Pépinière au Jardin Botanique d’Eala, 1909.

En 1904, sur son voyage de retour du Congo en Belgique, Emile Laurent mourut. Léon Pynaert (1876-1968) fut désigné  premier directeur du jardin botanique d’Eala. Avec l’agronome Louis Gentil, Pynaert était responsable de l’aménagement du jardin d’Eala en style « paysager », adapté au site, avec de belles avenues et de larges percées donnant sur la majestueuse rivière Ruki. À côté du jardin botanique proprement dit, furent établies des parcelles d’essai pour permettre des expériences de cultures de rapport, tels les héveas (caoutchouc), l’élaeis (huile de palmier) et les plantes médicinales. En 1908, le jardin publie son premier catalogue de plantes et graines proposées à titre d'échange ou à la vente. Une ferme modèle fut rattachée au Jardin d’Eala, avec un troupeau de bovidés originaires de l’Angola. Ce choix n’était pas heureux vu que les animaux succombaient à la trypanosomiase animale transmise par les mouches tsé-tsé. Le problème de l’élevage du gros bétail à l’Équateur ne fut résolu que plus tard quand on introduisit le bétail de la Guinée, réfractaire aux maladies parasitaires transmises par les tsé-tsés. Encore pendant les premières années de son existence, le Jardin d’Eala fut doté d’un bâtiment administratif et d’un laboratoire chimique, où furent exécutées les premières analyses de terre du Congo (pédologie). Léon Pynaert accomplit trois termes comme directeur du Jardin d’Eala avant de rentrer en Belgique en 1908. Par après, il travailla au ministère des Colonies à Bruxelles, et couronna sa carrière comme directeur du Jardin colonial de Laeken (1934-1941).
De 1909 à 1911, Paul Panda Farnana (1888-1930), le célèbre fondateur de l’Union Congolaise à Bruxelles (« société de secours et de développement moral et intellectuel de la race congolaise ») et précurseur du mouvement africaniste, travailla pour l’État colonial au Jardin botanique d’Eala comme « chef de cultures de troisième classe ». 

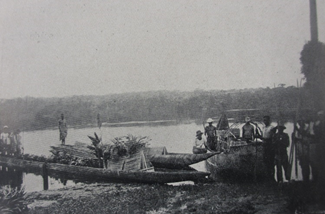
Transport des plantes et des graines du Jardin d’Eala à Coquilhatville, où avait lieu l’embarquement à bord des steamers du fleuve Congo (années 1920)

Dès le début, le jardin botanique d’Eala entretint des contacts étroits avec le Jardin Colonial de Laeken en Belgique. Laeken était le passe-plat par lequel des plantes et des graines des quatre coins du monde venaient enrichir la flore du Jardin d’Eala. En 1924, quand le directeur de l’époque, l’ingénieur agricole Victor Goossens (directeur de 1920 à 1928), publia un catalogue détaillé des plantes du Jardin d’Eala, il évalua à plus de 2.500 le nombre d’espèces et variétés de végétaux en culture. En plus, un herbier (herbarium) fut établi, avec plusieurs milliers d’échantillons, pour faciliter la description, la taxinomie et la systématisation des plantes.

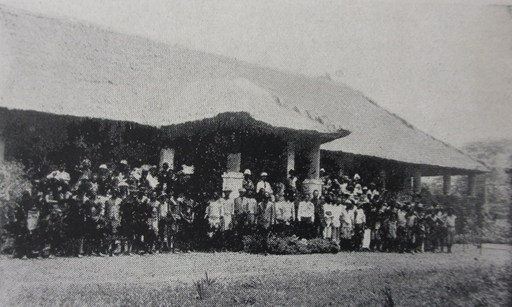
Jardin botanique d’Eala – le personnel (début des années 1920)

Dans les années 1920, l’État colonial cherchait à rationaliser l’exploitation de ces différents jardins d’essais et stations d’agriculture éparpillés sur le vaste territoire de la colonie. C’est pourquoi, à partir de 1926, le Jardin botanique d’Eala fut administré par la REPCO (Régie des Plantations de la Colonie), qui, à son tour, fut remplacée en 1934 par l’INEAC (Institut National pour les Études Agronomiques au Congo). L’INEAC avait été créé sur l’initiative du roi Léopold III. L’idée principale n’était pas seulement de renforcer et de rationaliser les études botaniques et agronomiques au Congo, mais aussi de les orienter davantage vers l’agriculture indigène qu’on estimait sous-développée – voire négligée – par rapport à l’agriculture commerciale pratiquée par les colons blancs. Il est sans doute vrai que jusqu’aux années 1930 les recherches botanique et agronomique au Congo favorisaient surtout les cultures d’exportation, et donc les grandes plantations exploitées par des colons et des entreprises européennes. Néanmoins, dès la Première Guerre mondiale, le Jardin botanique d’Eala avait commencé à distribuer aux planteurs indigènes, à travers les administrateurs territoriaux, des plantes et des graines sélectionnées.

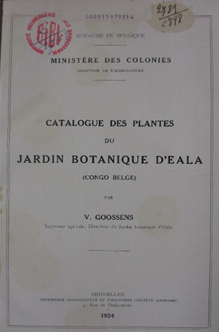
Le catalogue des plantes du Jardin botanique d’Eala, publié par son directeur Victor Goossens en 1924.

La création de l’INEAC mena à une certaine redistribution des tâches. Les essais et la sélection des graines pour les grandes cultures furent centralisés dans la station principale de l’INEAC à Yangambi (province Orientale). Déjà quelques années avant, la ferme modèle du Jardin botanique d’Eala avait été fermée. De plus en plus, le personnel d’Eala se concentra sur l’amélioration continuelle du jardin botanique proprement dit. Une évolution qui se poursuivit après la Seconde Guerre Mondiale. En 1958, un musée sur la flore de la Cuvette Centrale fut inauguré sous le haut patronage du roi Léopold III.

## Situation actuelle
Après l’indépendance du Congo (30 juin 1960), le jardin botanique d’Eala demeura sous la gestion de l’INERA (Institut National pour l’Étude et les Recherches Agronomiques), le successeur de l’INEAC. Lors de la création en 1977 de l’Institut des Jardins Zoologiques et Botaniques du Zaïre (IJZBZ en sigle), le Jardin d’Eala fut intégré dans cet Institut avec les autres jardins zoologiques et botaniques nationaux.
En 2010, l’IJZBZ fut intégré à l’Institut Congolais pour la Conservation de la Nature (ICCN), qui devint statutairement un établissement public. Le Jardin Botanique d’Eala se retrouve ainsi, et jusqu’à ce jour, sous la gestion de l’ICCN.
Conformément aux statuts et à l’organigramme de l’ICCN, le Jardin Botanique d’Eala est dirigé par un Directeur Chef de Site assisté par cinq Chefs de Service : Chef de Service Administratif et Financier, Chef de Service Botanique et scientifique, Chef de Service Agronomique, Chef de Service Éducation environnementale et Chef de Sécurité.
Tableau : Les Directeurs du Jardin Botanique d’Eala depuis l’indépendance
| Nom                   | Année | Qualification             |
| Ngbenga BOFWA         | 1961  | Administratif             |
| Vincent PANDINAWA     | 1962  | Ingénieur zoologique      |
| MAFWALA               | 1965  | Administratif             |
| Daniel EKOLI          | 1968  |                           |
| Paul SIMUNDELE        | 1969  | Ingénieur agronome        |
| Kembelo KIMBUNGU      | 1974  | Botaniste                 |
| Epolo MANZANGA        | 1981  | Ingénieur forestier       |
| Kongbo NZANGABE       | 1986  | Botaniste                 |
| Dunia KASUMBA         | 1988  | Ecologiste                |
| Kitoko MUBIALA        | 1992  | Zoologiste                |
| MANKOTO               | 1997  | Administratif             |
| Loleya MUNGULU        | 1998  | Intérimaire               |
| Kanga NTONO           | 1999  | Ingénieur agronome        |
| Kembelo KIMBUNGU      | 2009  | Botaniste                 |
| André KOPITA NYEKUMA  | 2011  | Vétérinaire, agropastoral |
| Albert MAFOTO KATERUS | 2016  |                           |

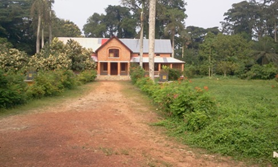
Jardin Botanique d’Eala : bureau administratif (2017)

Les structures bâties comprennent le bureau administratif, qui héberge les bureaux d’administration, la bibliothèque et l’herbarium, ainsi que le musée, un centre écologique, le site Bakandja (résidence) et le camp des travailleurs. En face du musée se trouve le Tombeau de Dambula. Il y a également un espace loisirs (pique-nique) à disposition des visiteurs.

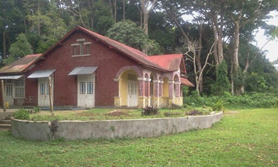
La résidence Bakandja - Jardin botanique d'Eala (2017)

La végétation du Jardin Botanique d’Eala héberge quelque 2,500 espèces réparties en 148 familles et 76 ordres taxonomiques, y compris de multiples essences d’arbres importés (comme le Jacquier, le noyer du Brésil et l’arbre dinosaure) et endémiques (comme le lifake, le bosenge et le bois noir). Outre ces collections botaniques, le Jardin héberge une gamme variée de petite faune : les civettes, les renards, les rats de Gambie, les aulacodes, les pintades, les perdrix et quelques cercopithèques (petits singes). Le sitatunga, une antilope de nom scientifique Tragelaphus spekeii (ou Mbuli en lingala), s’y retrouve également. Le vieux – et célèbre – crocodile Polin, capturé dans les années 1950, est toujours en vie.
De par sa vocation, le Jardin Botanique d’Eala pourrait contribuer à la recherche scientifique en matière botanique et agronome, et à l’éducation environnementale de la population locale. Le Jardin pourrait être un lieu de détente et un atout touristique pour la région. Faute de moyens, le Jardin ne peut guère jouer ce rôle. Le taux de fréquentation par la population est extrêmement faible comparé au potentiel. L’impact éducatif et touristique du Jardin Botanique d’Eala est quasi négligeable. Un réel travail est à entreprendre dans cette direction. 
Les travaux de réhabilitation du Jardin botanique d'Eala entamés en 2007 se poursuivent avec l'appui financier de la Banque mondiale et l'aide du Jardin botanique national de Belgique.